# 惠勒空軍基地
惠勒空軍基地（英語：Wheeler Army Airfield）是位於美國夏威夷州檀香山縣的一個人口普查指定地區。

## 地理
惠勒空軍基地的座標為21°29′05″N 158°02′23″W / 21.48472°N 158.03972°W，而該地最高點為海拔高度255米（即843英尺）。

## 人口
根據2010年美國人口普查的數據，惠勒空軍基地的面積為5.90平方千米，均為陸地。當地共有人口5485人，而人口密度為每平方千米929.66人。